# Medico-mechanische Therapie

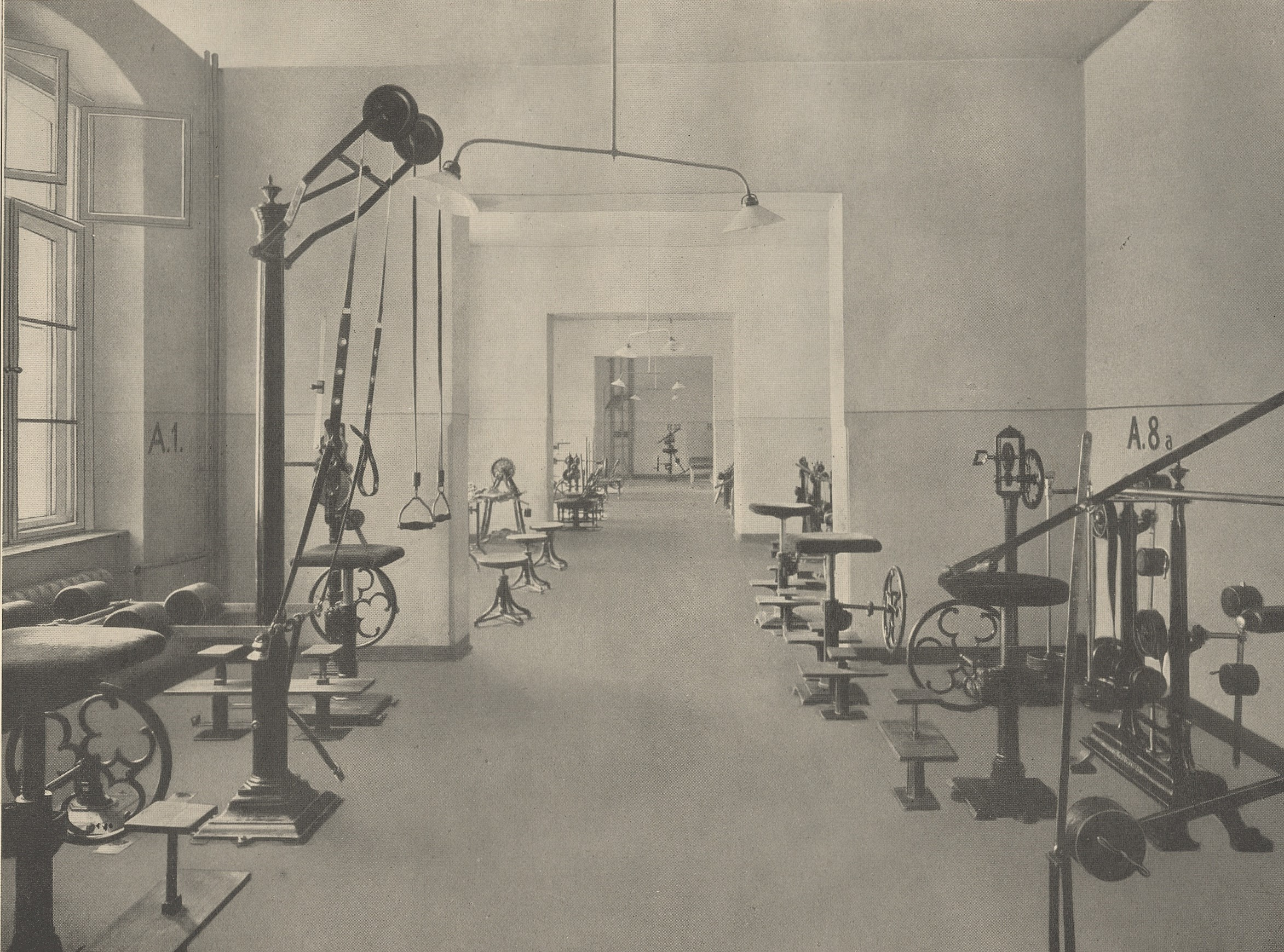
Medicomechanisches Institut im Knappschaftslazarett Zabrze (1910)

Die medico-mechanische Therapie oder Mechanotherapie war die „vom Arzt geleitete, durch Apparate vermittelte Therapie“ nach Gustav Zander. Sie ist das Vorbild der heutigen apparategestützten Trainingstherapien, die seit etwa 40 Jahren boomen. Dazu gehören Fitnessstudios und die medizinische Trainingstherapie.

## Bedeutung
Als Vorbild gilt Pehr Henrik Lings (1776–1839) „schwedische Heilgymnastik“. In der Folge tiefgreifender Erneuerungen sportmedizinischer Methoden um die Wende des 19. zum 20. Jahrhundert gründete 1865 der schwedische Arzt Gustav Zander (1835–1920) sein erstes Zanderinstitut zur „medico-mechanischen Therapie“. Ab 1877 erfolgte die industrielle Herstellung der für diese Therapieform notwendigen Apparate. Mechanische Einwirkungen sollten Kranken dosierte und isolierte Muskelübungen zur Gesundung von einzelnen Organen, Muskeln oder Gelenken ermöglichen. Ebenso wurden medicomechanische Apparate auch als luxuriöse Freizeitangebote auf Passagierschiffen verwendet.
Im Prinzip wurden manuelle heilgymnastische Übungen auf Maschinen übertragen.
Zander entwickelte ein Apparatesystem, das in der Folgezeit technisch überarbeitet und weiterentwickelt wurde. Es umfasste 1905 schließlich 76 Apparate für 
- aktive Bewegungen,
- passive Bewegungen,
- mechanische Einwirkungen (Massagen) und
- orthopädische Lagerungs- und Redressierungsapparate.

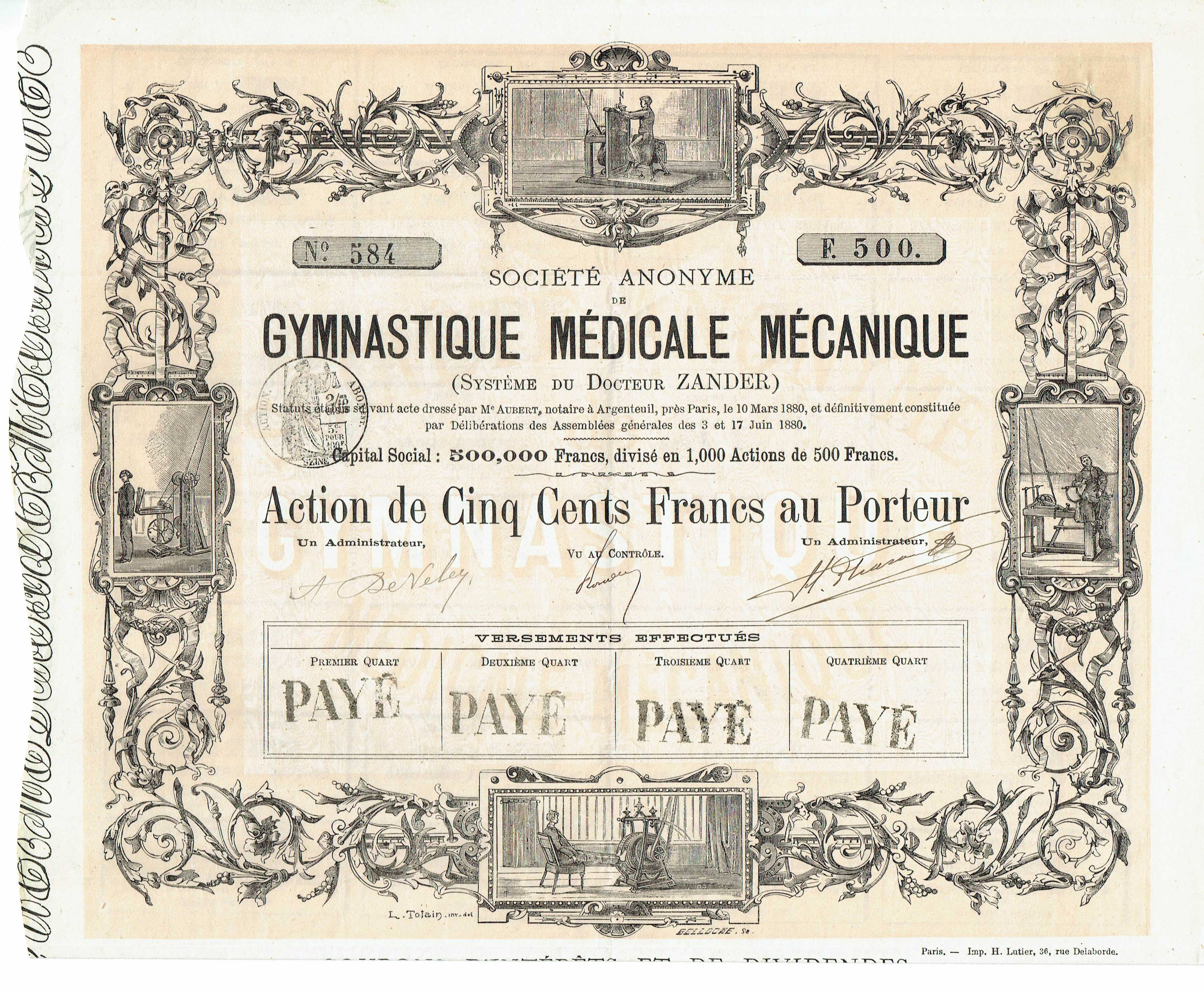
Aktie der S.A. de Gymnastique Médicale Mécanique (Système du Docteur Zander) vom 17. Juni 1880 mit Darstellung verschiedener "Zanderapparate"

Ein Beispiel ist der „Zanderapparat F2“ mit „Erschütterungen im Reitsitz“, auch „Trabapparat“ genannt, der mit 180 Schwingungen pro Minute wie beim Reiten den gesamten Körper erschütterte. Dies sollte unter anderem eine Anregung des Verdauungsapparats bewirken. 
In Deutschland wurde für Übungen mit medico-mechanischen Apparaten auch der Begriff „Zandern“ verwendet.
Mit der Einführung dieser Apparate in zahlreichen Instituten in ganz Europa legte Zander wichtige Grundlagen für die moderne apparategestützte Physiotherapie und für die Sportmedizin.
Ihre Blüte erlebte die medico-mechanische Therapie von ca. 1870 bis zum Ersten Weltkrieg. Zandern galt als chic, Zanderstudios waren in allen Kurorten anzutreffen, Zandern war teuer. Vor dem Ersten Weltkrieg wurden allein in Deutschland in 79 Zanderinstituten etwa 100.000 Patienten pro Jahr behandelt. Hinzu kam eine vermutlich deutlich größere Anzahl von Patienten in  weiteren medico-mechanischen Instituten mit Geräten anderer Hersteller (z. B. von Herz oder Krukenberg). Eine Zäsur für die Anforderungen an die Behandlungskonzepte stellte der Erste Weltkrieg mit 4,25 Mio. Verletzten dar. Die Zandergeräte wurden zunächst in der Trainingstherapie genutzt, dann brauchte man wesentlich mehr. Kosten-Nutzen-Überlegungen traten in den Vordergrund und einfachere Apparate(-systeme) wurden als „Kriegsmechanotherapie“ entwickelt.
Nach dem Ersten Weltkrieg blieb die schicke Kundschaft weg. Wer wollte schon an Geräten trainieren, die für „Kriegskrüppel“ verwendet wurden? So wurde die Mechanotherapie langsam verdrängt. Gründe waren die hohen Kosten, unbefriedigende oder nicht dokumentierte Erfolge und insbesondere neue Gymnastikkonzepte (z. B. Klappsches Kriechen) und Veränderungen im  Zeitgeist („Lebensreform“, Freikörper-Kultur, ästhetische Gymnastik, Ausdruckstanz), denen sich die Mechanotherapie schwerlich anpassen konnte.